# Käthe Dorn
Käthe Dorn (auch: Käte Dorn, Pseudonym für Rosa Springer, * 17. April 1866 in Großschönau; † nicht ermittelt) war eine deutsche Schriftstellerin.

## Leben
Käthe Dorn war die Tochter eines Apothekers mit drei älteren Geschwistern. Sie beabsichtigte, Lehrerin zu werden, musste jedoch den Besuch des Lehrerseminars aus gesundheitlichen Gründen (Lungenerkrankung) abbrechen. Sie war als Haushaltshilfe in einem Pfarrhaus und später im Haushalt eines Onkels tätig. Später zog sie zu ihrer Mutter, die in Saalendorf lebte. Ab 1899 war Käthe Dorn in Zittau ansässig und schließlich ab 1904 in Dresden. Über ihr späteres Leben und den Zeitpunkt ihres Todes liegen keine gesicherten Informationen vor.
Käthe Dorn zeigte bereits in jungen Jahren Hang und Begabung zur Schriftstellerei. Seit den Neunzigerjahren des 19. Jahrhunderts veröffentlichte sie – meist in Heftform – ein umfangreiches und seinerzeit sehr erfolgreiches erzählerisches Werk, das von pietistischer Frömmigkeit geprägt und in seiner stilistischen Schlichtheit größtenteils der protestantischen Erbauungsliteratur zuzurechnen ist. Dadurch bezeichnete man sie auch als „Reichsgottesarbeiterin“. Käthe Dorn kannte die Schweizer Missionarin und Kirchenlieddichterin Dora Rappard und referierte auf der Blankenburger Konferenz über die Wirkung ihrer Bücher.

## Werke
- Das goldene Schlüsselchen, Stuttgart 1897
- Das heilige Vaterunser, Stuttgart 1898
- Rufe Mich an in der Not, so will Ich dich erretten, so sollst du Mich preisen, Konstanz 1901
- Am Scheideweg. Der Sieg der Mutterliebe, Konstanz 1902
- An Gottes Hand, Reutlingen 1902
- Auf Glaubenspfaden, Reutlingen 1902
- Festgrüße, Stuttgart
  - 1. Vortragsdichtungen für Sonntagsschulen, 1902
  - 2. Vortragsdichtungen für christliche Vereine und Familien, 1902
- Das Friedensenglein, Konstanz 1903
- Zum Guten gelenkt. Zu hoch hinaus, Reutlingen 1903
- Belohntes Gottvertrauen, Reutlingen 1904
- Schicksalsterne am Glaubenshimmel, Dresden 1904
- Segenskinder, Reutlingen 1904
- Das tat Ich für dich, was tust du für Mich?, Reutlingen 1904
- Den Weg gebahnt, Reutlingen 1904
- Zwischen zwei Mächten, Reutlingen 1904
- Durch den Tunnel, Reutlingen 1905
- Ein Glaubensschwur unter deutschen Eichen, Konstanz 1905
- In Mammons Fesseln, Reutlingen 1905
- Das Waldwaislein, Reutlingen 1905
- Ein Weihnachtsabend, Reutlingen 1905
- Weihnachtssterne. Osterglocken. Pfingstsegen, Reutlingen 1905
- In der Ferienkolonie, Reutlingen 1906
- Ein jugendlicher Held. Opfergaben, Reutlingen 1906
- Ein treuer Freund, Reutlingen 1906
- Um den Abend wird es licht sein, Konstanz 1906
- Es sei denn ..., Kassel 1908
- Das Vaterunserläuten, Reutlingen 1908
- Einsame Wege, Konstanz 1909
- Frührot, Konstanz 1909
- Ein gefährlicher Freundschaftsdienst, Reutlingen 1909
- Lichtfunken, Neumünster
  - 1. Festprologe und Begrüßungsgedichte, 1909
  - 2. Gespräche, 1909
  - 3. Einzelvorträge, 1909
- Mein ist Silber und Gold, Reutlingen 1909
- Das rechte Postamt, Reutlingen 1909
- Ein seltenes Geburtstagsgeschenk, Reutlingen 1909
- Vortragsdichtungen für Sonntagsschulfeste und Kindergottesdienste, Neumünster
  - 1. Zeit- und Festgedichte, 1909
  - 2. Vorträge für kleinere Kinder, 1909
  - 3. Vorträge für größere Kinder, 1909
- Ausgelöscht, Reutlingen 1910
- Haustöchterchen, Konstanz 1910
- Urwaldrauschen, Barmen 1910
- Weihnachten draußen, im Haus und im Herzen, Wandsbek 1910
- Das weiße Kleid, Barmen 1910
- Gefährlicher Aufschub und andere Erzählungen, Reutlingen 1911
- Der höchste Adel, Barmen 1911
- Das neue Brüderchen. Kindlicher Glaube. Eine wahre Begebenheit, Reutlingen 1911
- Der Opfertaler am falschen Platze, Reutlingen 1911
- Wie Gott bezahlt, Reutlingen 1911
- Alpenrosen, Barmen 1912
- Drei Worte nur, Reutlingen 1912
- Edelweiß, Barmen 1912
- Im Gärtnerhäuschen, Reutlingen 1912
- Keine Pflichten, Konstanz 1912
- Der alte und der neue Glaube im Geisteskampf um Israel, Wandsbek 1913
- Am Scheidewege und andere Erzählungen, Konstanz 1913
- Durchs Blaue Kreuz, Reutlingen 1913
- Fragst du gar nichts danach?, Barmen 1913
- Im Dachstübchen, Reutlingen 1913
- Die schönsten Hände, Barmen 1913
- Wenn das Licht siegt, Barmen 1913
- Es ruft eine Stimme ..., Barmen 1914
- Die Macht des Gewissens, Reutlingen 1914
- Sturmverschlagen, Konstanz 1914
- Unsere Kriegs-Aufgaben, Barmen 1914
- Die weiße Taube, Konstanz 1914
- Aus großer Zeit für große Zeit!, Hamburg 1915
- Drei Kaiserblumen im Eichenkranz, Hamburg 1915
- Die Hand ans Schwert – das Herz empor!, Dinglingen (Baden) 1915
- Im Krieg wider drei Fronten, Hamburg 1915
- Jehovas Sieg im Weltenkrieg, Dinglingen 1915
- Der Reiter auf dem roten Pferde, Hamburg 1915
- Christrosen im Weihnachtsschnee, Gotha 1916
- Deutscher Frauen Wort und Wesen im gegenwärtigen Krieg, Dinglingen (Baden) 1916
- Feldgrau und Rosenrot, Barmen 1916
- Heimgekehrt, Gotha 1916
- Schneeflöckchen – Christglöckchen, Gotha 1916
- Efeuranken und Lorbeerblätter, Stuttgart 1917
- Der Kleinen Glück, Stuttgart 1917
- Kreuzrosen, Barmen 1917
- Leuchten müssen wir!, Barmen 1918
- Sonnenwende, Gotha 1918
- Im Sonnenwinkel, Barmen 1919
- Die blaue Puppe, Gotha 1920
- Die frohe Morgenpost, Gotha 1920
- Warum so dunkel?, Bamberg 1920
- Wenn der Schleier fällt, Aarau [u. a.] 1920
- Alle meine Quellen, Gießen [u. a.] 1921
- Der Sieg der Gnade, Gotha 1921
- Ach, hätt ich doch!, Hamburg 1922
- Die Dornenkrone, Dinglingen (Baden) 1922
- Das große Dürsten, Berlin-Steglitz 1922
- Das gute Teil, Chemnitz 1922
- Ein offenes Geheimnis, Cassel 1922
- Erst diesen Weg, Gießen [u. a.] 1923
- Flammen und Fluten, Konstanz 1923
- Musik der Seelen, Leipzig 1923
- Der Platz an der Sonne, Elberfeld 1923
- Glück für beide, Essen 1924
- Ein schneeweißes Herz, Gießen 1924
- Wetterleuchten, Konstanz 1924
- Auf Felsenboden, Konstanz 1925
- Für den Schönsten erglüht!, Lindhorst (Schaumburg-Lippe) 1925
- Helle Augen, Gießen 1925
- Im Himmelsvorhof, Lindhorst (Schaumburg-Lippe) 1925
- Der Liebling aller, Basel 1925
- Der neue Weg, Gotha 1925
- Oberlicht, Wandsbek 1925
- Eine offene Tür, Hamburg 1925
- Der Simmentaler Jakob und andere Geschichten, Basel 1925
- Der Sonnenstrahlenbund, Dinglingen 1925
- Ein Wiederfinden und andere Erzählungen, Barmen 1925
- Auf den Stärksten gelehnt, Lindhorst (Schaumburg-Lippe) 1926
- Gottes Singvögelein, Lahr 1926
- Ein großer Glaube, Bad Blankenburg, Thür. Wald 1926
- Klärchen, Konstanz 1926
- Die neue Heimat, Konstanz 1926
- Die starke Hand, wie man sie erfaßt und zwei weitere Erzählungen, Wandsbek 1926
- Über Bitten und Verstehn, Konstanz [u. a.] 1926
- Weiße Hauben, Wandsbek
  - 1 (1926)
  - 2 (1928)
- Die alte Bibel, Konstanz 1927
- Blicke hinter den Vorhang. Aus dem Traumleben einer jetzt 93jährigen Greisin. (der Mutter der Schriftstellerin Käthe Dorn-Pseud. für Rosa Springer) (Vorwort von [Christoph] Schulz und Joh. Maar), J. Maar, Bamberg 1927
- Das Fahrrad, Lahr (Baden) 1927
- Die Herzensfreundin, Wandsbek 1927
- Der neue Rock, Reutlingen 1927
- Das arme Kind, Lahr 1928
- Ein stilles Leben, Bad Blankenburg 1928
- Und du sollst ein Segen sein, Reutlingen 1929
- Leuchtendes Glück, Konstanz 1930
- Ein Höhenflug, Lahr 1931
- Wander- und Wunderwege, Konstanz [u. a.] 1931
- Die alte Geschichte, Konstanz 1932
- Gesühnt, Konstanz 1932
- Kinderdank am Muttertag, Woltersdorf 1932
- Mütterabend, Woltersdorf 1932
- Blutrot und Schneeweiß, Wandsbek 1933
- Eine goldene Krone, Wandsbek 1933
- Mein Glück ist groß, Stuttgart 1933
- Der große Gott in der kleinen Werkstatt, Dinglingen 1935
- Wie ich Schriftstellerin wurde. Erinnerungen und Erfahrungen aus meinem Leben, Brunnen-Verlag, Basel 1949

## Herausgeberschaft
- Jehovas Sieg im Weltenkrieg, Dinglingen 1915
- Johannes Rudorf: Die alte Linde, Bamberg 1920